# آلبرت مک کان
آلبرت مک کان (انگلیسی: Albert McCann; ۱ نوامبر ۱۹۴۱ – ۹ ژانویهٔ ۲۰۱۴) بازیکن فوتبال اهل بریتانیا بود.
از باشگاه‌هایی که در آن بازی کرده‌است می‌توان به باشگاه فوتبال پورتسموث، باشگاه فوتبال لوتون تاون، و باشگاه فوتبال کاونتری سیتی اشاره کرد.